# Mille papaveri rossi
Mille papaveri rossi è un album tributo a Fabrizio De André, pubblicato in formato doppio CD nel 2003 per Editrice A e a cui hanno partecipato vari artisti sia italiani che internazionali. Il titolo dell'album riprende le parole contenute nella canzone La guerra di Piero di Fabrizio De André.

## Descrizione
Questo doppio album, frutto dell'iniziativa della rivista anarchica "A" e curato da Marco Pandin, è una raccolta di brani di Fabrizio De André, uscita la prima volta nell'estate del 2003 in una versione non commercializzabile, in quanto per ottenerla bisognava fare una sottoscrizione alla rivista. Esaurite le 3000 copie disponibili è stata riproposta nel 2004 con una diversa veste grafica e con un libretto allegato di 71 pagine.
In copertina una vignetta di Andrea Pazienza che raffigura Sandro Pertini
Le 37 canzoni sono eseguite da personaggi anche meno noti del panorama musicale italiano, con risultati talora sorprendenti come originalità. Si segnalano tra gli altri la cantautrice astigiana Lalli, Giorgio Cordini chitarrista e collaboratore più volte di Fabrizio De André anche negli ultimi tour e il musicista e musicologo Franco Fabbri.

## Tracce

### CD 1
1. Judith Malina / Le nuvole
2. Marmaja / Crêuza de mä
3. Gatto Ciliegia contro il Grande Freddo con Stefano Giaccone / Ho visto Nina volare
4. Paolo Capodacqua / Morire per delle idee
5. The Walkabouts / Desamistade
6. Stefano Maria Ricatti Ensemble / Il pescatore
7. Eire Nua / Geordie
8. Franco Fabbri / Hotel Supramonte
9. Lalli / Ave Maria
10. Roberto Bartoli / Se ti tagliassero a pezzetti
11. Sniper / Inverno
12. Paolo Capodacqua / Un malato di cuore
13. Bonifica Emiliana Veneta / Amico fragile
14. Andrea Parodi e Bocephus King / Suzanne
15. Frontiera / Nella mia ora di libertà
16. Stefano Giaccone / La ballata dell'eroe
17. Kurkuma / La guerra di Piero
18. Laborintus / Canzone del maggio

### CD 2
1. Lino Straulino / Verranno a chiederti del nostro amore
2. Mercanti di Liquore / Bocca di Rosa
3. Mideando String Quartet / Un giudice
4. Alessio Lega / Canto del servo pastore
5. FLK / Khorakhané
6. Alexian Group / Khorakhané (2ª parte)
7. Bevano Est / Sidún
8. Sergio Pugnalin e Marco Giaccaria / Jamín-a
9. Fratelli di Soledad / Fiume Sand Creek
10. Compagnia Angeli del Non Dove / Fila la lana
11. Judas 2 / 'Â pittima
12. Spoon River Band / Girotondo
13. Giorgio Cordini / La ballata dell'eroe
14. Gang / Giovanna d'Arco
15. La Rosa Tatuata / Rimini
16. Arbe Garbe / Maria nella bottega d'un falegname
17. L'Estorio Drolo / Il suonatore Jones
18. Alberto Cesa e Cantovivo / Canzone del maggio
19. Stefano Santangelo / Il pescatore